# قنبر باغي
قنبر باغي (بالفارسية: قنبرباغی) هي قرية تقع في قسم صفي آباد الريفي (مقاطعة إسفراين) في إيران. يقدر عدد سكانها بـ 704 نسمة بحسب إحصاء 2016.